# Mailand–Sanremo 1948
Mailand–Sanremo 1948 war die 39. Austragung von Mailand–Sanremo, einem Eintagesrennen im Berufsradsport. Es wurde am 19. März 1948 über eine Distanz von 290 km ausgetragen. Es war das erste Rennen in der neu geschaffenen Jahreswertung Challenge Desgrange-Colombo. Sieger des Radrennens wurde Fausto Coppi, der als Solist das Ziel erreichte.

## Rennverlauf
174 Fahrer standen am Start des traditionsreichen Rennens, darunter viele internationale Spitzenfahrer, die sich Punkte für die neue Jahreswertung sichern wollten. Nach einigen Versuchen, Fluchtgruppen zu bilden war am Anstieg zum Passo del Turchino wieder ein großes Fahrerfeld vereint. Im Anstieg forcierte Coppi, es entstand eine Spitzengruppe. Am Capo Mele griff Coppi erneut an und löste sich aus der Führungsgruppe. Im Ziel, auf dem Corso Cavalotti, kam Coppi allein mit Vorsprung an. 72 Fahrer beendeten das Rennen.

## Ergebnis
| Rang | Fahrer            | Team             | Zeit          |
| ---- | ----------------- | ---------------- | ------------- |
| 1    | Fausto Coppi      | Ignis-Bianchi    | 7:33:20 h     |
| 2    | Vittorio Rossello | Legnano          | +5:17 Minuten |
| 3    | Fermo Camellini   | Maino            | +5:17 Minuten |
| 4    | Olimpio Bizzi     | Ricci            | +8:55 Minuten |
| 5    | Italo De Zan      | Atala            | +8:55 Minuten |
| 6    | Sergio Maggini    | Wilier Triestina | +8:55 Minuten |